# Euryglossula flava
Euryglossula flava är en biart som beskrevs av Exley 1968. Euryglossula flava ingår i släktet Euryglossula och familjen korttungebin. Inga underarter finns listade i Catalogue of Life.

## Bildgalleri

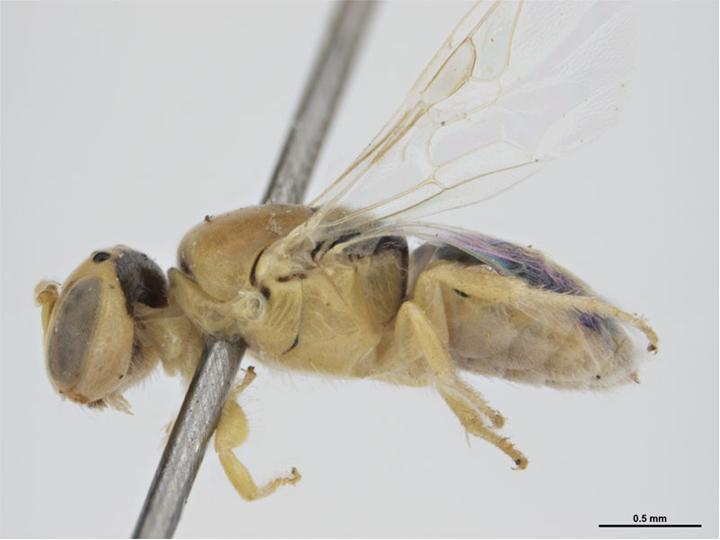
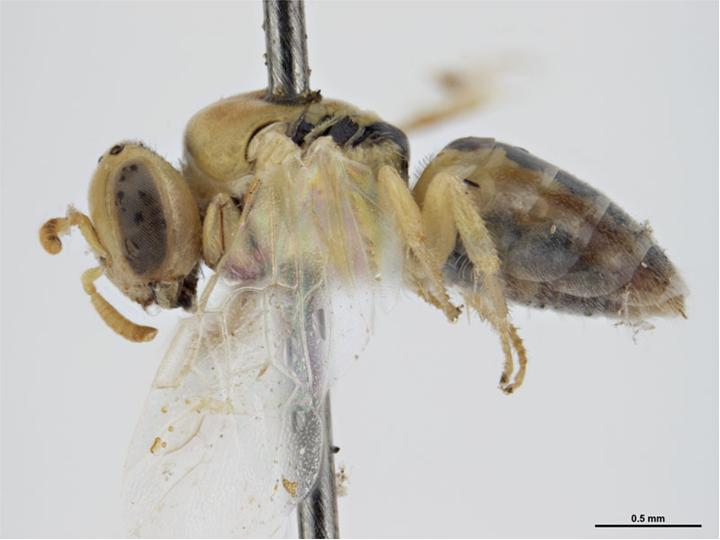